# Mistrzostwa Świata w Piłce Nożnej 2014 (eliminacje strefy CONCACAF)/Grupa 4

## Tabela
| Lp. | Drużyna             | M | Mecze | Mecze | Mecze | Bramki | Bramki | Bramki | Pkt |
| Lp. | Drużyna             | M | W     | R     | P     | +      | −      | +/−    | Pkt |
| --- | ------------------- | - | ----- | ----- | ----- | ------ | ------ | ------ | --- |
| 1.  | Kanada              | 6 | 4     | 2     | 0     | 18     | 1      | +17    | 14  |
| 2.  | Portoryko           | 6 | 2     | 3     | 1     | 8      | 4      | +4     | 9   |
| 3.  | Saint Kitts i Nevis | 6 | 1     | 4     | 1     | 6      | 8      | −2     | 7   |
| 4.  | Saint Lucia         | 6 | 0     | 1     | 5     | 4      | 23     | −19    | 1   |

## Mecze
Czas: CET
| 2 września 2011 | Kanada · Simpson 6', 61' · De Rosario 51' (k) · Johnson 90+1' | 4:1(1:1) | Saint Lucia · 7' Paul | BMO Field, Toronto Widzów: 11 500 Sędzia: Jair Marrufo |
|                 |                                                               |          |                       |                                                        |

| 2 września 2011 | Saint Kitts i Nevis | 0:0(0:0) | Portoryko | Warner Park Football Stadium, Basseterre Widzów: 3500 Sędzia: Ricardo Arellano |
|                 |                     |          |           |                                                                                |

| 6 września 2011 | Portoryko | 0:3(0:1) | Kanada · 41' Hume · 84' Jackson · 89' Ricketts | Estadio Juan Ramón Loubriel, Bayamón Widzów: 4000 Sędzia: Enrico Wijngaarde |
|                 |           |          |                                                |                                                                             |

| 6 września 2011 | Saint Lucia · Pierre 65' · Valcin 84' | 2:4(0:4) | Saint Kitts i Nevis · 7' Lake · 12' Francis · 15' Mitchum · 44' Elliott | Beausejour Stadium, Gros Islet Widzów: 2005 Sędzia: Kevin Thomas |
|                 |                                       |          |                                                                         |                                                                  |

| 7 października 2011 24:00 | Saint Lucia | 0:7(0:4) | Kanada · 19', 27', 39' Jackson · 35', 52' Occean · 73', 86' Hume | Beausejour Stadium, Gros Islet Widzów: 1005 Sędzia: Rolando Vidal |
|                           |             |          |                                                                  |                                                                   |

| 7 października 2011 02:00 | Portoryko · Cabrero 34' | 1:1(1:0) | Saint Kitts i Nevis · 58' Lake | Estadio Juan Ramón Loubriel, Bayamón Widzów: 2500 Sędzia: Neal Brizan |
|                           |                         |          |                                |                                                                       |

| 11 października 2011 01:00 | Kanada | 0:0(0:0) | Portoryko | BMO Field, Toronto Widzów: 12 178 Sędzia: Stanley Lancaster |
|                            |        |          |           |                                                             |

| 11 października 2011 02:00 | Saint Kitts i Nevis · Lake 84' | 1:1(0:0) | Saint Lucia · 75' Valcin | Warner Park Football Stadium, Basseterre Widzów: 1000 Sędzia: Adrian Skeete |
|                            |                                |          |                          |                                                                             |

| 11 listopada 2011 01:00 | Saint Kitts i Nevis | 0:0(0:0) | Kanada | Warner Park Football Stadium, Basseterre Widzów: 4000 Sędzia: Elmer Bonilla |
|                         |                     |          |        |                                                                             |

| 11 listopada 2011 01:00 | Saint Lucia | 0:4(0:2) | Portoryko · 4' Arrieta · 14', 46' Ramos · 53' Cabrero | Estadio Juan Ramón Loubriel, Bayamón (Portoryko) Widzów: 350 Sędzia: Kenville Holder |
|                         |             |          |                                                       |                                                                                      |

| 15 listopada 2011 01:00 | Kanada · Occean 27' · De Rosario 35' (k) · Simpson 45+3' · Ricketts 88' | 4:0(3:0) | Saint Kitts i Nevis | BMO Field, Toronto Widzów: 10 235 Sędzia: Ricardo Cerdas Sánchez |
|                         |                                                                         |          |                     |                                                                  |

| 15 listopada 2011 01:00 | Portoryko · Ramos 13', 86' · Marrero 88' | 3:0(1:0) | Saint Lucia | Mayagüez Athletics Stadium, Mayagüez Widzów: 1050 Sędzia: Bryan Willett |
|                         |                                          |          |             |                                                                         |